# Wassermühle Derneburg

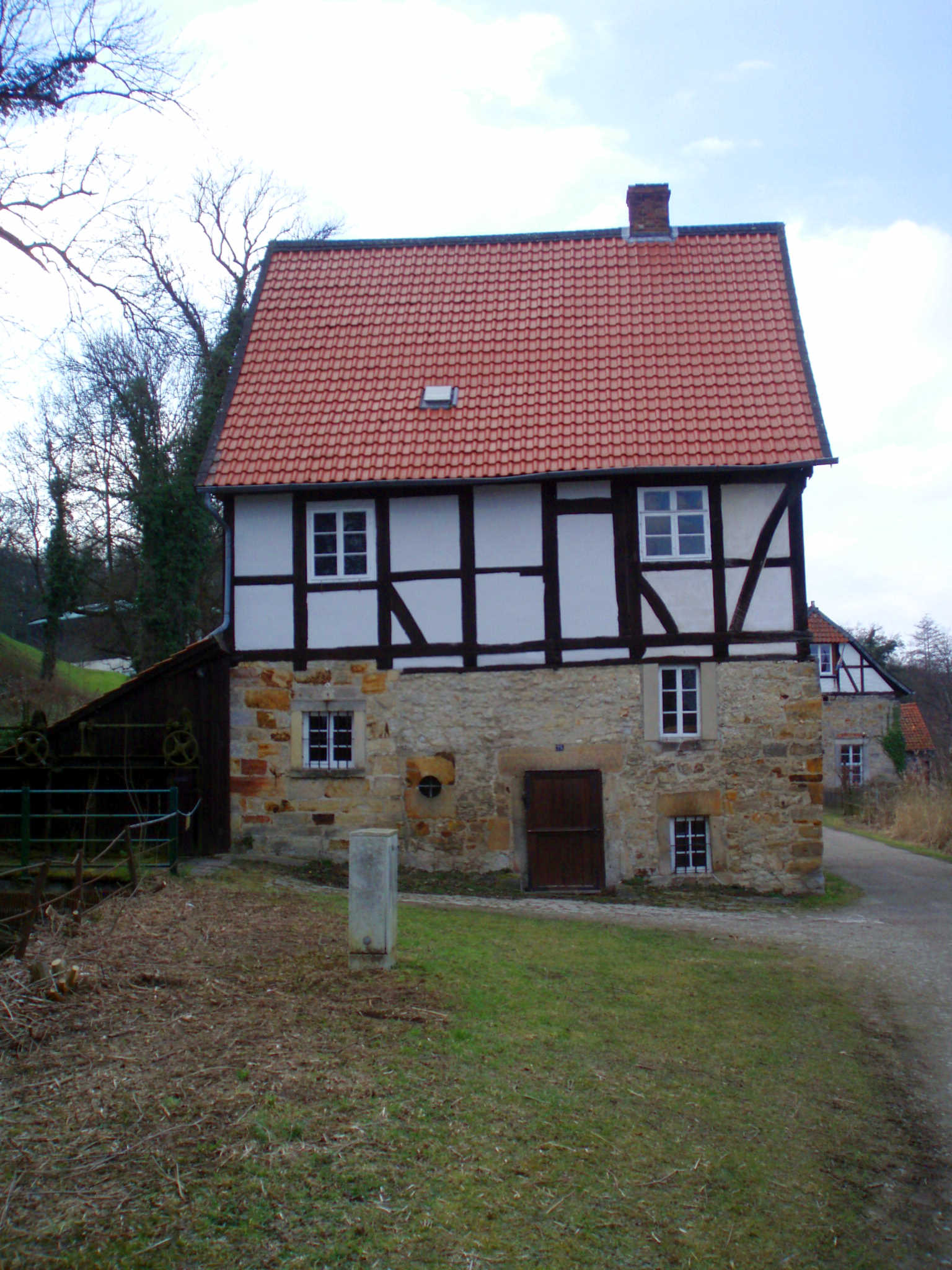
Blick zur Wassermühle Derneburg

Die Wassermühle Derneburg befindet sich in dem zu Holle gehörenden Ortsteil Derneburg im Landkreis Hildesheim in Niedersachsen. Sie steht innerhalb des Naturschutzgebietes Mittleres Innerstetal mit Kanstein. Sie wurde vom Mühlgraben angetrieben, der vom Wasser des Flusses Nette gespeist wird. Das Mühlengebäude stammt aus dem Jahre 1598 und geht auf das evangelische Jungfrauenstift Derneburg zurück, zu dem es zum Zeitpunkt seiner Errichtung gehörte. Die Mühle steht unter Denkmalschutz.
Unmittelbar neben der Mühle liegen mehrere großflächige Fischteiche, die zu Beginn des 18. Jahrhunderts von den Mönchen des Klosters Derneburg angelegt worden sind und heute noch als solche genutzt werden. Die Wassermühle und die Fischteiche gehörten bis 2007 zur staatlichen Domäne Derneburg und wurden dann von der Paul-Feindt-Stiftung käuflich erworben.
Unmittelbar an der derzeit nicht genutzten Mühle führt der Laves-Kulturpfad unterhalb von Schloss Derneburg entlang.